# Bergman Rock
Bergman Rock är ett svenskt rockband. Gruppen består av sångaren Thomas Öberg, gitarristerna John Essing och Conny Nimmersjö, basisten Mats Hellquist, Jonas Jonasson på synth samt Mats Andersson på trummor. Medlemmarna är desamma som i bob hund, men Bergman Rock är ett engelskspråkigt projekt, och även musiken är annorlunda. Försäljningssiffrorna för Bergman Rocks skivor har till skillnad från bob hunds varit högre i England än i Sverige. Bandets andra album Bonjour Baberiba Pt II släpptes 4 maj 2005.

## Diskografi
Studioalbum
- Bergman Rock (2003)
- Bonjour Baberiba Pt II (2005)

Singlar
- "Jim" (2003)
- "I'm a Crab" (2004)
- "Even Endlessness Begins (with an End)" (2005)